# Гілго (Нью-Йорк)
Гілго (англ. Gilgo) — переписна місцевість (CDP) в США, в окрузі Саффолк штату Нью-Йорк. Населення — 185 осіб (2020).

## Географія
Гілго розташоване за координатами 40°38′10″ пн. ш. 73°23′2″ зх. д. / 40.63611° пн. ш. 73.38389° зх. д. (40.636151, -73.383775).  За даними Бюро перепису населення США в 2010 році переписна місцевість мала площу 30,31 км², з яких 12,94 км² — суходіл та 17,37 км² — водойми.

## Демографія
Згідно з переписом 2010 року, у переписній місцевості мешкала 131 особа в 53 домогосподарствах у складі 40 родин. Густота населення становила 4 особи/км².  Було 135 помешкань (4/км²).
Расовий склад населення:
| - 100,0 % — білих |

До двох чи більше рас належало 0,0 %. Частка іспаномовних становила 2,3 % від усіх жителів.
За віковим діапазоном населення розподілялося таким чином: 19,8 % — особи молодші 18 років, 60,4 % — особи у віці 18—64 років, 19,8 % — особи у віці 65 років та старші. Медіана віку мешканця становила 50,6 року. На 100 осіб жіночої статі у переписній місцевості припадало 118,3 чоловіків;  на 100 жінок у віці від 18 років та старших — 123,4 чоловіків також старших 18 років.
Середній дохід на одне домашнє господарство  становив 174 238 доларів США (медіана — 159 479), а середній дохід на одну сім'ю — 161 702 долари (медіана — 158 333). 
Цивільне працевлаштоване населення становило 98 осіб. Основні галузі зайнятості: освіта, охорона здоров'я та соціальна допомога — 36,7 %, публічна адміністрація — 24,5 %, фінанси, страхування та нерухомість — 11,2 %, роздрібна торгівля — 9,2 %.